# لجنة حفظ الآثار العربية القديمة
لجنة حفظ الآثار العربية القديمة هي لجنة أُسست سنة 1881، بهدف الحفاظ على الآثار الإسلامية والمسيحية في مصر، وظلت تعمل حتى حُلت سنة 1961.

## إنشاء اللجنة
أنشئت اللجنة بموجب أمر عالِ من الخديو توفيق صدر في 18 ديسمبر 1881 م (26 محرم 1299 هـ)، ونص على تشكيل اللجنة تحت رئاسة ناظر عموم الأوقاف، وحدد الأمر العالي أسماء أعضاء اللجنة، وهم:
1. مصطفى فهمي باشا
2. محمود سامي باشا
3. محمود بك الفلكي
4. فرنس بك (ناظر قلم الهندسة بالأوقاف)
5. روجرز بك
6. تيجران بك
7. عزت أفندي (وكيل قلم ديوان الأوقاف)
8. يعقوب أفندي صبري (مفتش أوقاف مصر)
9. مسيو بودري
10. علي أفندي فهمي (وكيل ديوان المدارس)
11. السير أرشيبالد كريزول

ثم أضيف إلى عضوية اللجنة بالدكريتو الصادر في 21 يناير 1882 كل من حسين فهمي باشا (وكيل الأوقاف) ومسيو برجوان، وانعقدت الجلسة الأولى للجنة بديوان عموم الأوقاف وتحت رئاسة ناظر المعارف والأوقاف محمد زكي باشا في الساعة الثانية بعد ظهر الأربعاء 1 فبراير 1882.
وفي 27 نوفمبر 1882، أضيف إلى عضوية اللجنة ـ بموجب أمر خديوي ـ كل من علي باشا مبارك وجران بك (ناظر مصلحة تنظيم الشوارع بمصر) ويعقوب بك أرتين. لكن عضوية علي مبارك لم تستمر طويلًا، إذ قدم استعفاءه متعللًا بكثرة أشغاله.
ثم ضمت اللجنة لاحقًا عددًا من الأعضاء الشرفيين والمكاتبين من خارج مصر، فاختارت ستانلي لين بول من لندن عضوًا شرفيًا، وأرتور رينيه منش من باريس عضوًا مكاتبًا.

## مهام اللجنة
وفقًا للمادة الثانية من الأمر العالي الذي صدر بإنشاء اللجنة، تحددت مهام اللجنة في الآتي:
1. إجراء اللازم لجرد وحصر الآثار العربية القديمة التي يكون فيها فائدة صناعية أو تاريخية
2. ملاحظة صيانة تلك الآثار ورعاية حفظها من التلف وإخبار نظارة الأوقاف بالتصليحات والمرمّات المقتضى إجراؤها فيها مع إيضاح المهم منها
3. النظر في الرسومات والتصميمات التي تُعمل عن المرمات اللازمة لهذه الآثار والتصديق عليها وملاحظة إجراء تلك المرمات
4. إجراء حفظ رسومات جميع الأشغال التي تنتهي بكتبخانة الأوقاف وإعلان النظارة المذكورة عن القطع التي تتخلف عن العمارة ويلزم نقلها للأنتيكخانة لأجل حفظها بها.

## من الآثار التي قامت اللجنة بترميمها

### سنة 1885
- تربة خوند بركة بالصحراء
- جامع الغوري بالغورية
- جامع المهمندار
- سبيل وقف عبد الرحمن كتخدا
- جامع صرغتمش
- سبيل وجامع الرماح بالناصرية
- جامع طولون

### سنة 1890
- جامع القاضي يحيى بالموسكي
- جامع أزبك اليوسفي
- جامع قايتباي بقلعة الكبش
- جامع مثقال
- منبر جامع البرديني
- جامع برقوق بالنحاسين
- مسجد السلطان حسن

## حل اللجنة
ظلت اللجنة تعمل في إصلاح وصيانة الآثار. وفي سنة 1936، انتقل الإشراف عليها إلى وزارة المعارف العمومية، وظلت تعمل حتى تم حلها سنة 1961.